# Agua Fria (Nuovo Messico)
Agua Fria è un census-designated place (CDP) degli Stati Uniti d'America, situato nello stato del Nuovo Messico, nella contea di Santa Fe.